# نقطة ضعف (مسلسل)
نقطة ضعف، مسلسل تلفزيوني مصري عرض في رمضان 1434هـ/2013م.

## قصة المسلسل
في إطار اجتماعي رومانسي تدور أحداث المسلسل حيث طبيب الاسنان (عمر الشناوي) الذي رغم كل علاقاته الغرامية والنسائية المتعددة يبحث عن امرأة واحدة بين النساء ليموج فيها عشقا ولتسيطر على قلبه وعقله، يستمر يبحث عن حلمه حتى تقع في حبه الفتاة (ندى) التي تختلف عن كل الأخريات اللاتي عرفهن، في ذات الوقت يتعرف على الفتاة (سارة) التي تحمل أسرارا قديمة.... ومع توالي الأحداث تنهار كل الأشياء من حول عمر الذي تستيقظ فيه نقطة ضعفه الوحيدة وهي تلك المرة التي يبحث عنها.

## بطولة
| - جمال سليمان:عمر - رانيا فريد شوقي:ليلى - روجينا - هالة فاخر:علية - فرح:ماريان - فريال يوسف - طارق الإبياري:سامح - ريهام حجاج:ندى - حازم سمير - محمد التاجي - ناصر سيف:والد ندى - كريم عبد الجواد - علاء زينهم - هاجر جاد | - رضا إدريس - نورهان محمود - كارمن سراج - زياد يوسف - سمر جابر - محمد عطية - إيمان إمام - علاء عزت: د محمود - جميلة عزيز - سناء يوسف - أشرف مصيلحي - تهاني راشد - زيزي البدراوي - لقاء سويدان | - أشرف زكي - ليلى جمال - أميرة حافظ - محمد غنيم - مصطفى أبو سريع - نادر نور الدين - ناني سعد الدين - سيد الطيب - عيد أبو الحمد - نشوى عادل - مجدي حنفي - شريف محمد حسن - كريم مصطفى - ليلى حسين | - أحمد هلال - أمينة زكي - رفيدة هشام - باسم عبد المنعم - هاجر عفيفي - رندا جمال - مايا ماهر - احسان الترك - ممدوح سالم - اشرف خاطر - ناني الديب - بدوي فهمي - أشرف بوزيشن - خالد المصري | - خالد خليل - هشام كامل - محمد شيرين - حسن درويش - دعاء أحمد - هدى عادل - هشام فهمي - سامر المنياوي - ظاهر الصعيدي - زكي لوجو - هاني إبراهيم - تغريد السحار - عبير فاروق - أحمد مصطفى | - محمد الدسوقي - محمود إمام - نغم امام - فريد عابد - محمد عبد الحليم - شوق - علي جمال الدين - أمينة التونسية - عادل طلبة - رحاب حسين - محمود الشوربجي - نورهان عادل - آدم علي - ملك طارق: طفلة |